# Caio Torres
Caio Torres, de son nom complet Caio Aparecido da Silveira Torres, né le 3 juin 1987 à São Paulo, au Brésil, est un joueur brésilien de basket-ball. Il évolue au poste de pivot.